# Alexander Scheer
Alexander Scheer (nacido el 1 de junio de 1976 en Berlín Oriental) es un actor y músico alemán. Ha ganado varios premios nacionales por sus actuaciones en cine y teatro, incluido un Deutscher Filmpreis al "Mejor actor en un papel principal" y un Premio Bávaro del Cine al "Mejor actor", ambos en el año 2019.

## Biografía
Scheer estudió en Georg-Friedrich-Händel-Gymnasium en Berlín con un enfoque principal en la música. Además del canto, tocaba el piano y la batería en diferentes bandas. Dejó la escuela después del undécimo grado y luego tomó varias ocupaciones. También se presentó como actor en comerciales durante este período y produjo sus propias películas de aficionado con sus amigos. La serie de películas American Showdown de André Jagusch, cuando Scheer actuó frente a la cámara, se convirtió en un pequeño éxito de festival y se proyectó, por ejemplo, en el Werkstatt der Jungen Filmszene y en el Open Air Filmfest Weiterstadt. Durante un casting, fue descubierto por el director Leander Haussmann, quien lo eligió para su película Sonnenallee de 1999. Después del tiroteo, Scheer y Haußmann siguieron hasta el teatro Schauspiel Bochum. Allí actuó entre otras cosas en varias obras de teatro como Mucho ruido y pocas nueces, Leonce and Lena, y La tempestad.
Como resultado, trabajó con directores como Christoph Marthaler, Frank Castorf y Stefan Pucher, actuó en teatros como Berlin Alexanderplatz, The Idiot en el Volksbühne de Berlín y The Seagull en el Deutsches Schauspielhaus de Hamburgo. Por sus actuaciones como actor, fue galardonado con el Ulrich-Wildgruber-Preis. Por la personificación del actor inglés de Shakespeare Edmund Kean en la producción del mismo nombre de Frank Castorf en 2009, Scheer fue elegido Actor del Año por la revista de teatro Theatre heute. Además de sus compromisos teatrales, también participó en producciones nacionales e internacionales como Viktor Vogel - Commercial Man, Eight Miles High, Mrs Ratcliffe's Revolution y Carlos, cuya versión completa de cinco horas y media se mostró fuera de competencia en el Festival Internacional de Cine de Cannes de 2010.
Para prepararse para la interpretación de Keith Richards en la película Eight Miles High, Scheer fundó la banda The Rockboys, que tocó en conciertos durante un verano. En 2007 se unió a Jan Opoczynski como guitarrista en su banda Der Internationale Wettbewerb. Al año siguiente, se convirtió en el líder de la banda vienesa Gruppe Pegel. En 2009 realizó una gira por Europa como percusionista con The Whitest Boy Alive. En 2012 apareció como Mefistófeles en la obra trágica Faust, Part One de Johann Wolfgang von Goethe.
Scheer jugó un total de 16 años bajo la dirección de Frank Castorf en el Volksbühne Berlin. La decisión del secretario de asuntos culturales de Berlín, Tim Renner, provocó que no se ampliara el contrato de Castorf como director y Scheer se mostró crítico con ella. Luego le pidió a Tim Renner que no volviera a entrar al teatro, y cuando Scheer se reunió con Renner allí en 2018 después de la proyección de una película, se sirvió un vaso de cerveza sobre su cabeza.
En la película biográfica Gundermann de Andreas Dresen de 2018 sobre el compositor, músico de rock y hábil operador de excavadoras de Alemania Oriental Gerhard Gundermann, Scheer interpretó el papel principal y cantó todas las canciones él mismo. Por este papel, fue galardonado con el German Film Award, los premios cinematográficos más importantes de Alemania, al Mejor Actor Protagónico en 2019.
En la serie de televisión Wir Kinder vom Bahnhof Zoo, encarnó al músico británico David Bowie.
Scheer estuvo en una relación a largo plazo con la diseñadora de moda Esther Perbandt.

## Filmografía

### Películas
| Año  | Título                                      | Papel               | Notas             |
| ---- | ------------------------------------------- | ------------------- | ----------------- |
| 1999 | Sonnenallee                                 | Micha Ehrenreich    |                   |
| 2001 | Viktor Vogel – Commercial Man               | Viktor Vogel        |                   |
| 2001 | Getting My Brother Laid                     | Manu                |                   |
| 2007 | Eight Miles High                            | Keith Richards      |                   |
| 2009 | 12 Paces Without a Head                     | Herman Lange        |                   |
| 2010 | Im Alter von Ellen                          | Bennett             |                   |
| 2011 | Als der Weihnachtsmann vom Himmel fiel      | Niklas Julebukk     | Película navideña |
| 2013 | West                                        | Hans Pischke        |                   |
| 2014 | Quatsch und die Nasenbärbande               | Manager             |                   |
| 2015 | Punk Berlin 1982                            | Blixa Bargeld       |                   |
| 2016 | Scrappin'                                   | Rambo Weiler        |                   |
| 2016 | Lou Andreas-Salomé, The Audacity to be Free | Friedrich Nietzsche |                   |
| 2016 | Goodbye Berlin                              | Judge               |                   |
| 2017 | El joven Karl Marx                          | Wilhelm Weitling    |                   |
| 2017 | Piratas del Caribe: La venganza de Salazar  | Young Edward Teague |                   |
| 2018 | Gundermann                                  | Gerhard Gundermann  |                   |
| 2018 | Wach                                        |                     |                   |
| 2019 | The Aftermath                               | Siegfried Leitmann  |                   |
| 2020 | Enfant Terrible                             | Andy Warhol         |                   |
| 2021 | Cielo rojo sangre                           | Eightball           |                   |
| 2022 | Rabiye Kurnaz vs. George W. Bush            | Bernhard Docke      |                   |
| 2023 | Sangre y oro                                | Von Starnfeld       |                   |

### Televisión
| Año       | Título                      | Papel                       | Notas                                           |
| --------- | --------------------------- | --------------------------- | ----------------------------------------------- |
| 1999      | Tatort                      | Michael Grabowski           | Serie, episodio: "Tödliches Labyrinth"          |
| 2003–2005 | Berlin, Berlin              | Lenny                       | Serie, 60 episodios                             |
| 2004      | SK Kölsch                   | Beck                        | Serie, episodio: "Schmock"                      |
| 2005      | The Eagle: A Crime Odyssey  | Betjenten                   | Serie, episodios 9 y 10 (Kronos)                |
| 2008      | Meine fremde Tochter        | Markus Bergkamp             | Película                                        |
| 2009      | Stralsund                   | Wolf Broder                 | Series, episodio: "Mörderische Verfolgung"      |
| 2010      | Carlos                      | Johannes Weinrich           | Película y miniserie                            |
| 2011      | Schief gewickelt            | Vincent                     | Película                                        |
| 2012      | Eine Hand wäscht die andere | Jakob Kronibus              | Película                                        |
| 2012      | Nachtschicht                | Marvin Weber                | Serie, episodio: "Mörderische Verfolgung"       |
| 2014      | Alerta Cobra                | Leonid Tessla               | Serie, temporada 18, episodio 261: "Revolution" |
| 2014      | Letzte Spur Berlin          | Sir                         | Serie, episodio: "Machtspiele"                  |
| 2014      | Tatort                      | Donny                       | Serie, episodio: "Im Schmerz geboren"           |
| 2015      | Tatort                      | Matthias Harries            | Serie, episodio: "Niedere Instinkte"            |
| 2015      | Kommissar Marthaler         | Jörg Gessner                | Serie, episodio: "Ein allzu schönes Mädchen"    |
| 2015      | Blochin                     | Kirill Korolyov             | Serie, episodio: "Das letzte Kapitel"           |
| 2016      | Nachtschicht                | Marvin Weber                | Serie, episodio: "Ladies First"                 |
| 2016      | Morgen hör ich auf          | Hauptkommissar Schnabelbach | Serie, 3 episodios                              |
| 2017      | Schnitzel geht immer        | Klaus Ullmann               | Película                                        |
| 2018      | Sløborn                     | Dieter Degowski             | Película                                        |
| 2020      | Sløborn                     | Nikolai Wagner              | Serie, 14 episodios                             |
| 2020      | Hausen                      | Kater                       | Serie, 8 episodios                              |
| 2021      | Wir Kinder vom Bahnhof Zoo  | David Bowie                 | Series, 2 episodios                             |